# Ocellularia thelotrematoides
Ocellularia thelotrematoides är en lavart som beskrevs av Zenker 1828. Ocellularia thelotrematoides ingår i släktet Ocellularia och familjen Thelotremataceae.   Inga underarter finns listade i Catalogue of Life.